# عمر أنس
عمر أنس (مواليد 1933) هو رياضي سوداني سابق. شارك في دورة الألعاب الأولمبية الصيفية لعام 1960 في منافسات الرماية. 